# Alex Brosque
Alex Brosque, född 12 oktober 1983 i Sydney, Australien, är en australisk före detta fotbollsspelare.